# Béatrice Dalle
Béatrice Dalle, geboren Béatrice Cabarrou, (Brest, 19 december 1964) is een Franse actrice.
Ze trok op vijftienjarige leeftijd al weg uit Le Mans waar ze was opgegroeid naar Parijs en kwam daar terecht in de alternatieve rock-scene. Ze kreeg een aantal opdrachten voor fotoshoots als model en kwam daarmee ook terecht op de cover van het bekende Franse tijdschrift Photo. Béatrice Cabarrou huwde in 1985 met de kunstschilder Jean-François Dalle, van wie ze in 1988 scheidde. Ze behield evenwel zijn naam als artiestennaam. Ook in 1985 kwam ze in beeld bij de casting voor een nieuwe film van Jean-Jacques Beineix. Deze selecteerde haar voor de hoofdrol van 37°2 le matin waarbij ze Jean-Hugues Anglade als tegenspeler kreeg. Met haar debuut in de rol van "Betty" draagt ze in 1986 bij aan het publieke en internationale (als Betty Blue) succes van de film en haar filmcarrière is meteen gelanceerd. Voor haar rol wordt ze ook genomineerd voor de César voor beste actrice, de film wordt ook genomineerd voor de Oscar voor beste niet-Engelstalige film en de British Film Award voor Beste anderstalige film.
Als Béatrice Dalle in haar eerste films vooral haar sexappeal gebruikt (La sorcière, Le bois noirs), maakt ze snel de brug naar karakterrollen in films van gerenommeerde regisseurs. Ze speelt zo onder meer een hoofdrol naast Isabelle Huppert in 1990 in La vengeance d'une femme van Jacques Doillon.
Ze belandt in de Amerikaanse film Night on Earth van Jim Jarmusch, wat ze in 1997 nog eens klaarspeelt in The Blackout van Abel Ferrara. Ze speelt in duistere films, psychologische drama's, onder meer van de Franse regisseur Claire Denis, waar ze zowel in J'ai pas sommeil, Trouble Every Day als L' intrus een rol speelt. Andere bekende films zijn Le Temps du loup van Michael Haneke en New wave van Gaël Morel,
Dalle heeft in bijzonder weinig kaskrakers gespeeld, met La Belle Histoire van Claude Lelouch als uitzondering. In een interview uit 2004 in Libération duidt ze : "Ik heb nooit de scenario's gelezen, ik ken de cast van een film niet voor ik kies: het enige dat telt, is de regisseur die me vraagt om zich bij hem of haar aan te sluiten. Ik wil sterke persoonlijkheden, het is mijn enige keuzecriterium."
Het persoonlijke leven van Dalle is controversieel geweest. Ze is meerdere keren gearresteerd voor winkeldiefstal, drugsbezit en mishandeling. In januari 2005 ontmoette Dalle tijdens een film over het gevangenisleven in Brest Guenaël Meziani, waar hij een straf van twaalf jaar uitzat voor het mishandelen en verkrachten van zijn ex-vriendin. Ze huwde hem na 24 bezoeken van een uur en sprak als karaktergetuige in zijn voordeel tijdens hoorzittingen over zijn vervroegde vrijlating. Het huwelijk bleek evenwel "een complete ramp", nadat Meziani uit de gevangenis was vrijgelaten en hun scheiding werd in juli 2014 uitgesproken.
Tijdens een interview in het Franse tv-programma Divan in 2016, onthulde Dalle dat toen ze in haar jeugd in een mortuarium werkte, zij en vrienden lichaamsdelen van lijken verkochten. Ze verklaarde ook dat ze toen, terwijl ze in een acid-trip zat, het oor van een dode man opat.
- Bibsys: 7028
- Biblioteca Nacional de España: XX1361079
- Bibliothèque nationale de France: cb139441722 (data)
- Catàleg d'autoritats de noms i títols de Catalunya: 981058511774506706
- CiNii: DA12784495
- Gemeinsame Normdatei: 140655085
- International Standard Name Identifier: 0000 0001 2148 6730
- Library of Congress Control Number: no97003792
- MusicBrainz: 7b3d8235-4ad6-4253-b6e1-64dd12a4ed80
- Nationale Bibliotheek van Tsjechië: pna2008482432
- Nationale Bibliotheek van Israël: 987007455353705171
- Nederlandse Thesaurus van Auteursnamen: 112546269
- Système universitaire de documentation: 061582964
- Virtual International Authority File: 117097092
- WorldCat: E39PBJw94k9xtkkXKPmxMKkFKd